# Circum-navegação fenícia da África
A circum-navegação fenícia da África foi uma expedição fenícia que circum-navegou o continente africano pela primeira vez no século VII a.C. e cujo relato foi dado pelo historiador grego Heródoto.

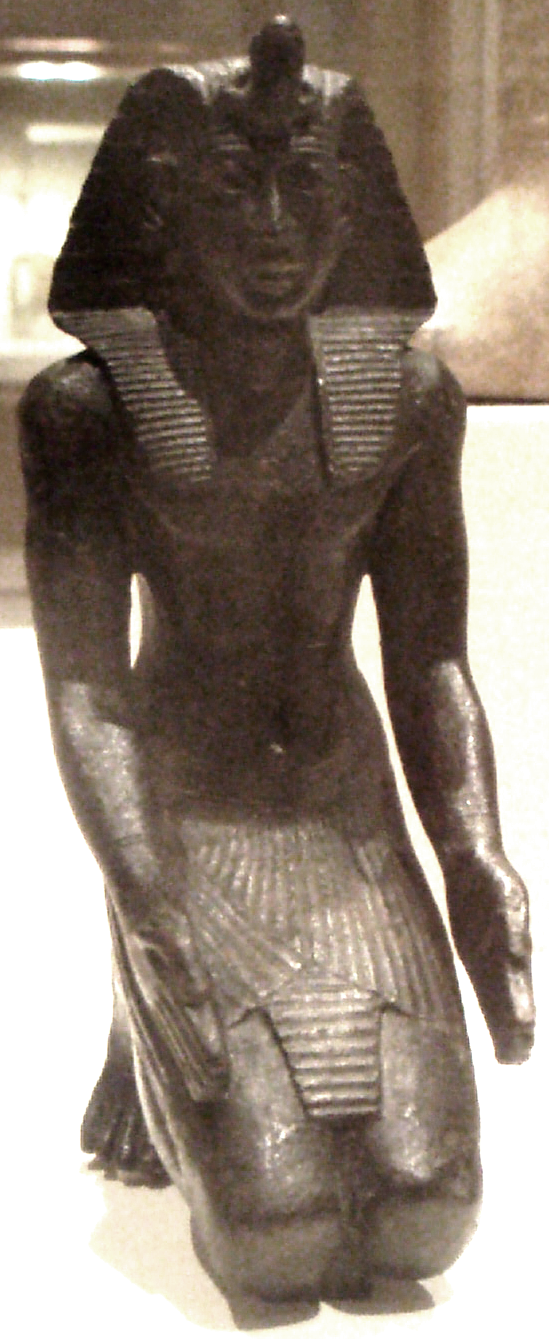
Estátua de Neco (I ou II). Brooklyn Museum.

Não se dispõe de documentação da época que avale a historicidade desta viagem, mas a ausência de dados contemporâneos não implica que não acontecesse. Curiosamente, os dados que Heródoto considerava possivelmente incertos, são os que poderiam dar invericidade ao relato: 
| “ | A posição do Sol à direita quando este era contemplado desde o hemisfério austral. | ” |

## O relato de Heródoto
Segundo Heródoto (n. 484 a.C.), uma expedição fenícia auspiciada pelo faraó Neco II (proclamado rei em 610 a.C.) circum-navegou o continente africano pela primeira vez. O faraó queria buscar uma passagem para ocidente desde o mar Vermelho. Após fracassar na tentativa de construir um canal que unisse o mar Vermelho com o Mediterrâneo através do Nilo, decidiu buscar uma passagem para ocidente pelo Sul. Relata Heródoto que várias naves fenícias circum-navegaram o continente africano, denominado então Líbia, numa expedição penosa que efetuou duas longas paradas para conseguir provisões, e que demorou três anos a chegar às colunas de Hércules (estreito de Gibraltar). 

Reconstrução do Oikoumene baseado na descrição de Heródoto (Século V a.C.), com África rodeada de mar.

| “ | A Líbia apresenta-se aos olhos em verdade como rodeada de mar, menos por aquele trecho por onde linda com a Ásia. Esta descoberta é devida a Neco, rei do Egito, que foi o primeiro, ao que eu saiba, em mandar fazer a averiguação, pois alçando mão daquele canal que começou a abrir-se do Nilo até o seio arábigo, despachou numas naves a certos fenícios, dando-lhes ordem de retornarem pelas colunas de Hércules ao mar Boreal ou Mediterrâneo até chegar ao Egito. Saindo, pois, os fenícios do mar Eritreu, iam navegando pelo mar do Noto: durante o tempo da sua navegação, assim vinha o Outono saíam para terra em qualquer costa de Líbia que os colhesse, e ali faziam as suas sementeiras e aguardavam até a ceifa. Recolhida a colheita, navegavam outra vez; a modo que, passados assim dois anos, ao terceiro, dobrando pelas colunas de Hércules, chegaram ao Egito, e referiam o que a mi não se me fará crível, embora acaso o seja para algum outro, a saber, que navegando em redor da Líbia tinham o sol à mão direita. Este foi o jeito como a primeira vez foi feita tal descoberta. | ” |

### Veracidade da história
A façanha é questionada por historiadores e especialistas, que indicam a incapacidade do equipamento marítimo da época de enfrentar os ventos alísios que, no cabo Bojador, apresentavam forte obstáculo contrário ao seu rumo. É bem possível, portanto, que os fenícios tenham se utilizado de suas antigas rotas comerciais em terra para completar a façanha.
Um fator importante sobre o relato de Heródoto é sua compreensão de uma terra esférica, perspectiva essa mantida pelos europeus durante toda a Idade Média, embora muitos tenham propagado, a fim de desmoralizar o cristianismo, que o homem medieval acreditava que a terra era plana. O historiador Jeffrey B. Russell desmente tal teoria. Os gregos tinham a concepção de um planeta redondo desde antes dos escritos de Eratóstenes que, já em 300 a. C., havia calculado o diâmetro do planeta, e essa concepção permaneceu viva na Europa medieval.